# 粗壮嵩草
粗壮嵩草（学名：Carex sargentiana）为莎草科薹草屬下的一个种。